# ジェイリースFC
ジェイリースFC（J-LEASE Football Club、ジェイリースフットボールクラブ）は、大分県大分市に本社を置くジェイリース傘下の実業団サッカークラブである。

## 概要
大分市に本社を構え、家賃債務保証事業や医療費債務保証事業を行うジェイリースがCSR活動の一環としてスポーツを通じたまちづくり及び地域貢献に取り組むべく、大分市を本拠とする特定非営利活動法人カティオーラ（カティオーラFCの運営主体）と連携し、2018年4月2日にジェイリースの一組織として設立された実業団チームである。
2025年4月1日、ジェイリースの100%子会社として「ジェイリースフットボールクラブ株式会社」を設立しチームを法人化した。ジェイリース代表取締役社長の中島土がジェイリースフットボールクラブの代表取締役会長に就き、代表取締役社長には大分フットボールクラブ前社長の榎徹が就任。現役・引退選手を含む社員13人が運営や広報、営業などを担う。中島土会長は法人化で機動力が高まるとして、中長期的なビジョンを持って事業拡大や収益力強化を図る意向を示す一方、サッカーというツールを使った地域貢献に主眼を置いているとして、プロ化（Jリーグ参入）は目指さず地域に根差した実業団チームにこだわる方針を示した。

## 歴史
2018年4月2日、共に大分市に本拠を置くジェイリースとカティオーラFCの連携により設立。カティオーラFCでは「2018年度からジェイリースFCと合併」と記されており、ジェイリースFCのトップチームはカティオーラFC社会人部門の県リーグ在籍チームが前身となっている。初代監督に元栃木SCの永芳卓磨が選手兼任で、キャプテンには元ヴェルスパ大分の池田達哉が就任。トップチームは前述したカティオーラFCのチームが所属していた大分県社会人サッカーリーグ3部に参戦。前期リーグを5勝1分の1位で、後期上位リーグを3戦全勝で優勝し、2部昇格。
2019年、ヴェルスパ大分から梶谷充斗と木島悠が加入。県リーグでは10試合中7試合で4得点以上と圧倒的な成績で優勝し1部昇格。また、第26回全国クラブチームサッカー選手権大会に出場し、3位の成績を収めた。2020年の天皇杯予選を兼ねる大分県サッカー選手権大会にも初出場したが、社会人グループ予選2回戦でFC中津にPK戦の末敗れる。
2020年、ヴェルスパ大分から井福晃紀が加入。県リーグでは前期第2戦で耶馬溪FCにリーグ初黒星を喫するも、前期を首位で折り返すと後期上位リーグでも安定した成績を収め優勝。続く2021年1月の九州各県リーグ決勝大会でも優勝し、九州サッカーリーグ昇格を果たす。第56回全国社会人サッカー選手権大会大分県予選でも優勝を果たしたが、新型コロナウイルスの影響により九州予選および全国大会は中止となった。大分県サッカー選手権大会では社会人グループ予選1回戦で九州総合スポーツカレッジに大敗し2021年の天皇杯出場を逃す。
九州リーグ初年度となった2021年は13勝（PK勝含む）を挙げ3位と健闘した。しかし同年優勝した沖縄SV・2位のヴェロスクロノス都農との試合では4戦全敗を喫した。九州社会人サッカー選手権大会でもブロック優勝し第57回全社への出場を果たすが、2年連続で大会中止となった。
2022年、天皇杯大分県予選ではヴェルスパ大分との決勝戦に進出するも、チーム内で新型コロナウイルス感染症の陽性者が複数名発生したため出場を辞退した。リーグ戦は上位戦で星を落とし4位に終わる。第58回全社では、優勝したブリオベッカ浦安に初戦で敗れた。
2023年、元サッカー日本代表で、大分市議会議員の高松大樹がクラブ・リレーションズ・オフィサーに就任。天皇杯大分県予選では決勝戦でヴェルスパ大分にPK戦の末敗れ初優勝を逃す。リーグ戦は前期を都農・FC延岡AGATAと同勝ち点の首位で折り返すも、後期は都農戦・延岡戦で共に勝ち点を落とし3位に終わる。第59回全社では、初戦で同年JFLに昇格する栃木シティFCを破るも、準々決勝でジョイフル本田つくばFCに敗れる。
2024年、永芳卓磨が監督退任・現役引退しゼネラルマネージャーに就任。新たに柳川雅樹を監督に迎えた。大分県サッカー選手権大会では決勝戦でヴェルスパ大分を2-0で破り初優勝、第104回天皇杯に初出場を果たす。リーグ戦はシーズン序盤の取りこぼしが響き、都農と勝ち点7差の2位に終わる。第60回全社では2回戦以降4試合連続無得点だったものの、3度のPK戦を制して3位に輝き、全国地域サッカーチャンピオンズリーグ2024の出場権を獲得。地域CL1次ラウンドを2勝1分の成績で突破するも、決勝ラウンドは2分1敗の4位に終わった。

## 成績

### リーグ戦
| 年度 | 所属      | 順位 | 試合 | 勝点 | 勝 | PK勝 | 分 | PK敗 | 敗 | 得点 | 失点 | 差 |
| 2018 | 大分県3部 | 優勝 | 9    | 25   | 8  | -    | 1  | -    | 0  | 11   | 0    | 11 |
| 2019 | 大分県2部 | 優勝 | 10   | 30   | 10 | -    | 0  | -    | 0  | 12   | 2    | 10 |
| 2020 | 大分県1部 | 優勝 | 10   | 25   | 8  | -    | 1  | -    | 1  | 13   | 2    | 11 |
| 2021 | 九州      | 3位  | 18   | 39   | 12 | 1    | -  | 1    | 4  | 38   | 19   | 19 |
| 2022 | 九州      | 4位  | 20   | 41   | 13 | -    | 2  | -    | 5  | 45   | 1    | 28 |
| 2023 | 九州      | 3位  | 18   | 42   | 13 | -    | 3  | -    | 2  | 67   | 13   | 54 |
| 2024 | 九州      | 2位  | 18   | 42   | 13 | -    | 3  | -    | 2  | 58   | 16   | 42 |

### 全国クラブチームサッカー選手権大会
- 出場1回（2024年現在）

| 回 | 年月日         | ラウンド | 会場     | スコア | 対戦相手                 |
| 26 | 2019年10月26日 | 1回戦    | 三国グ   | 2 - 0  | TOKYO CITY F.C.          |
| 26 | 2019年10月27日 | 準々決勝 | 丸岡サ   | 1 - 0  | 日立製作所笠戸サッカー部 |
| 26 | 2019年10月28日 | 準決勝   | TP福井ス | 1 - 3  | FC淡路島                 |

### 全国社会人サッカー選手権大会
- 出場3回（2024年現在）

| 回 | 年月日         | ラウンド  | 会場          | スコア         | 対戦相手               |
| 58 | 2022年10月15日 | 1回戦     | しおかぜA     | 0 - 2          | ブリオベッカ浦安       |
| 59 | 2023年10月21日 | 1回戦     | SAGAセカ      | 1 - 0          | 栃木シティFC           |
| 59 | 2023年10月22日 | 2回戦     | SAGAスタ      | 2 - 1          | FC BASARA HYOGO        |
| 59 | 2023年10月23日 | 準々決勝  | SAGAスタ      | 1 - 3          | ジョイフル本田つくばFC |
| 60 | 2024年10月19日 | 1回戦     | ビッグレイクC | 4 - 2          | 横浜猛蹴               |
| 60 | 2024年10月20日 | 2回戦     | 水口          | 0 - 0 (PK 7-6) | 福井ユナイテッドFC     |
| 60 | 2024年10月21日 | 準々決勝  | 皇子山        | 0 - 0 (PK 5-3) | エリース東京FC         |
| 60 | 2024年10月22日 | 準決勝    | 東近江        | 0 - 1          | FC徳島                 |
| 60 | 2024年10月23日 | 3位決定戦 | 東近江        | 0 - 0 (PK 6-5) | FC刈谷                 |

### 天皇杯
- 出場1回（2024年現在）

| 回  | 年月日        | ラウンド | 会場     | スコア   | 対戦相手     | 観客数 |
| 104 | 2024年5月26日 | 1回戦    | 鳴門大塚 | 1 - 0aet | FC徳島       | 365    |
| 104 | 2024年6月12日 | 2回戦    | ヨドコウ | 1 - 3    | セレッソ大阪 | 2901   |

## タイトル

### リーグ戦
- 大分県社会人サッカーリーグ1部
  - 2020年
- 大分県社会人サッカーリーグ2部
  - 2019年
- 大分県社会人サッカーリーグ3部
  - 2018年

### カップ戦
- 大分県サッカー選手権大会（天皇杯県予選）
  - 2024年
- 九州各県リーグ決勝大会
  - 2020年
- 九州クラブチームサッカー選手権大会
  - 2019年
- キリンビール株式会社大分支店カップ（全国クラブチームサッカー選手権大会県予選）
  - 2019年
- 大分市サッカー協会会長杯社会人選手権大会
  - 2018年

## 所属選手・スタッフ
2025年

### スタッフ
| 役職               | 氏名     | 前職                    | 備考                |
| 監督               | 柳川雅樹 | ファジアーノ岡山 コーチ |                     |
| ヘッドコーチ       | 山崎哲也 | アビスパ福岡U-18 監督   | 新任 2024年はコーチ |
| GKコーチ           | 金鐘逹   | FC琉球 GKコーチ         | 新任                |
| アシスタントコーチ | 池田達哉 | ジェイリースFC 選手     |                     |
| トレーナー         | 倉本和弥 |                         |                     |
| 主務               | 大野春佑 | ジェイリースFC 選手     |                     |

### 選手
| Pos | No. | 選手名     | 前所属                 | 備考                |
| GK  | 21  | 加藤大喜   | ヴィアティン三重       |                     |
| GK  | 23  | 岩﨑知瑳   | 鹿児島ユナイテッドFC   |                     |
| GK  | 26  | 松田亮     | ソニー仙台FC           | 新加入              |
| GK  | 31  | 大島孝太   | FCアレス               | 再加入              |
|     |     |            |                        |                     |
| DF  | 3   | 岸田翔平   | ラインメール青森FC     | 新加入              |
| DF  | 4   | 深澤卓真   | FC延岡AGATA            |                     |
| DF  | 5   | 本多琢人   | ヴェルスパ大分         |                     |
| DF  | 8   | 高畠淳也   | FC徳島                 | 新加入              |
| DF  | 10  | 林田隆介   | FC徳島                 |                     |
| DF  | 13  | 高安孝幸   | FC琉球                 |                     |
| DF  | 16  | 福元考佑   | ヴェルスパ大分         |                     |
| DF  | 17  | 佐藤昂洋   | 鈴鹿ポイントゲッターズ | 副キャプテン        |
| DF  | 22  | 面矢行斗   | レイラック滋賀         | 新加入              |
| DF  | 27  | 菅野紘希   | 北海道教育大学岩見沢校 | 新加入              |
| DF  | 41  | 濱口功聖   | ヴェロスクロノス都農   | 新加入              |
|     |     |            |                        |                     |
| MF  | 6   | 渡邊宥也   | FC刈谷                 |                     |
| MF  | 7   | 松本怜     | 大分トリニータ         |                     |
| MF  | 9   | 島津頼盛   | FCティアモ枚方         |                     |
| MF  | 11  | 荻野広大   | ヴィアティン三重       |                     |
| MF  | 14  | 今吉晃平   | いわきFC               | 副キャプテン        |
| MF  | 25  | 田中純平   | テゲバジャーロ宮崎     | 新加入              |
| MF  | 29  | 湯澤洋介   | サガン鳥栖             |                     |
| MF  | 30  | 八反田康平 | 鹿児島ユナイテッドFC   | キャプテン          |
| MF  | 32  | 永松恭聖   | 鹿屋体育大学           |                     |
| MF  | 39  | 高瀬生聖   | テゲバジャーロ宮崎     | 期限付き移籍        |
| MF  | 77  | 西田恵     | 奈良クラブ             | 新加入 副キャプテン |
|     |     |            |                        |                     |
| FW  | 15  | 延祐太     | 福島ユナイテッドFC     |                     |
| FW  | 18  | 津村夢人   | FCティアモ枚方         | 新加入              |
| FW  | 19  | 薗田卓馬   | テゲバジャーロ宮崎     |                     |
| FW  | 20  | 鳥飼椋平   | FC.AWJ                 | 新加入              |
| FW  | 24  | 木島悠     | ヴェルスパ大分         |                     |

## ユニフォーム

### クラブカラー
- 青

### ユニフォームスポンサー
| 掲出箇所   | スポンサー名                     | 表記                  | 掲出年   | 備考                                                                              |
| 胸         | ジェイリース                     | ジェイリース          | 2018年 - | 2018年 - 2021年は「ジェイリースFC」表記                                           |
| 鎖骨       | 春日緑化                         | 株式会社 春日緑化     | 2022年 - | 右側に掲出                                                                        |
| 鎖骨       | ケアバンク                       | ケアバンク            | 2022年 - | 左側に掲出 2020年 - 2021年は背中下部に「CARE BANK」表記 2022年 - 2023年は背中上部 |
| 背中上部   | 医療法人進修会メディケアおおつか | メディケアおおつか    | 2024年 - |                                                                                   |
| 背中下部   | 城島高原オペレーションズ         | 城島高原 Kijima Kogen | 2022年 - | 2020年 - 2021年は背中上部                                                         |
| 袖         | フィナンシャル・デザイン         | FINANCIAL DESIGN      | 2020年 - |                                                                                   |
| パンツ前面 | 大分白屋                         | 大分 白屋             | 2022年 - |                                                                                   |
| パンツ背面 | ホンダカーズ大分中央             | Honda Cars 大分中央   | 2025年 - |                                                                                   |

### ユニフォームサプライヤー
- 2018年 - 現在：プーマ

### 歴代ユニフォームスポンサー表記
| 年度 | 箇所           | 箇所              | 箇所            | 箇所                  | 箇所                  | 箇所             | 箇所       | 箇所                  | サプライヤー |
| 年度 | 胸             | 鎖骨右            | 鎖骨左          | 背中上部              | 背中下部              | 袖               | パンツ前面 | パンツ背面            | サプライヤー |
| 2018 | ジェイリースFC | -                 | -               | -                     | -                     | -                | -          | -                     | PUMA         |
| 2019 | ジェイリースFC | -                 | -               | -                     | -                     | -                | -          | -                     | PUMA         |
| 2020 | ジェイリースFC | -                 | -               | 城島高原 Kijima Kogen | CARE BANK             | FINANCIAL DESIGN | -          | -                     | PUMA         |
| 2021 | ジェイリースFC | -                 | -               | 城島高原 Kijima Kogen | CARE BANK             | FINANCIAL DESIGN | -          | -                     | PUMA         |
| 2022 | ジェイリース   | 株式会社 春日緑化 | 医療法人 良和会 | ケアバンク            | 城島高原 Kijima Kogen | FINANCIAL DESIGN | 大分 白屋  | 株式会社 朝日緑化建設 | PUMA         |
| 2023 | ジェイリース   | 株式会社 春日緑化 | 医療法人 良和会 | ケアバンク            | 城島高原 Kijima Kogen | FINANCIAL DESIGN | 大分 白屋  | TRINITA FC OITA       | PUMA         |
| 2024 | ジェイリース   | 株式会社 春日緑化 | ケアバンク      | メディケアおおつか    | 城島高原 Kijima Kogen | FINANCIAL DESIGN | 大分 白屋  | TRINITA FC OITA       | PUMA         |
| 2025 | ジェイリース   | 株式会社 春日緑化 | ケアバンク      | メディケアおおつか    | 城島高原 Kijima Kogen | FINANCIAL DESIGN | 大分 白屋  | Honda Cars 大分中央   | PUMA         |